# Lekkoatletyka na Letnich Igrzyskach Olimpijskich 1984 – rzut dyskiem mężczyzn
Rzut dyskiem mężczyzn podczas XXIII Letnich Igrzysk Olimpijskich w Los Angeles rozegrano 8 (kwalifikacje) i 10 sierpnia 1984 (finał) na stadionie Los Angeles Memorial Coliseum. Zwycięzcą został reprezentant Republiki Federalnej Niemiec Rolf Danneberg.
Zawodnik z Islandii Vésteinn Hafsteinsson, który uzyskał 14. wynik w kwalifikacjach i nie awansował do finału, został następnie zdyskwalifikowany z powodu stosowania środków dopingujących, a jego wyniki unieważnione.

## Rekordy

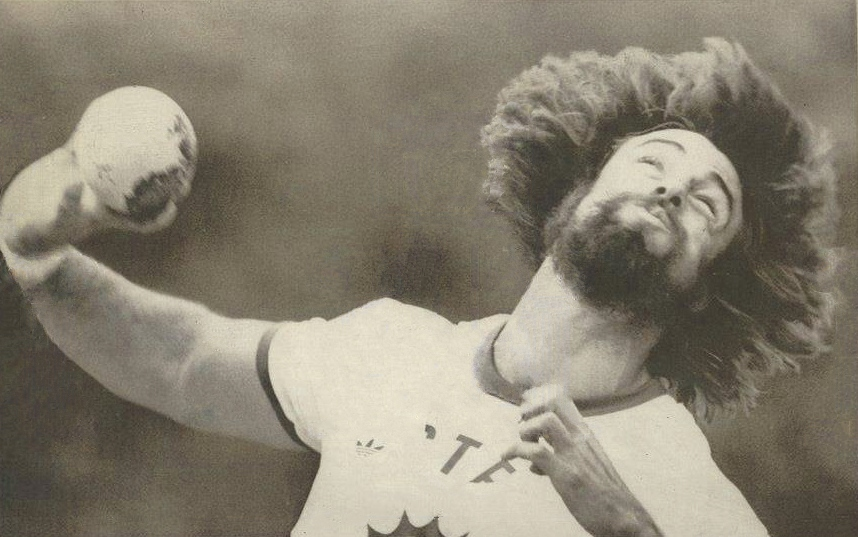
Mac Wilkins

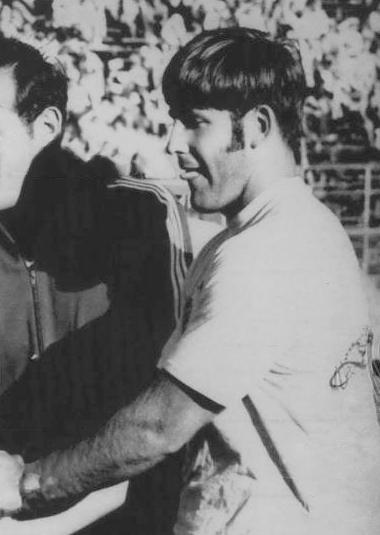
John Powell

|                   | Zawodnik      | Narodowość        | Wynik | Data               | Miejsce  |
| ----------------- | ------------- | ----------------- | ----- | ------------------ | -------- |
| Rekord świata     | Jurij Dumczew | ZSRR              | 71,86 | 29 maja 1983(dts)  | Moskwa   |
| Rekord olimpijski | Mac Wilkins   | Stany Zjednoczone | 68,28 | 24 lipca 1976(dts) | Montreal |

|

## Wyniki
| Poz. - pozycja |
| – rekord świata \| – rekord krajowy \| – rekord życiowy \| = – wyrównany rekord życiowy \| · – najlepszy wynik w sezonie \| = – wyrównany najlepszy wynik w sezonie \| – rekord olimpijski |
| Fn – falstart \| DNF – nie ukończył \| DNS – nie wystartował \| DSQ – zdyskwalifikowany |

### Kwalifikacje
Do finału awansowali zawodnicy, którzy osiągnęli minimum 62,00 m (Q), względnie 12 najlepszych (gdyby mniej niż 12 zawodników osiągnęło minimum, q). Miotacze startowali w dwóch grupach (A i B).
| Poz. | Grupa | Zawodnik              | Reprezentacja     | Próby | Próby | Próby | Wynik | Uwagi |
| Poz. | Grupa | Zawodnik              | Reprezentacja     | 1     | 2     | 3     | Wynik | Uwagi |
| ---- | ----- | --------------------- | ----------------- | ----- | ----- | ----- | ----- | ----- |
| 1.   | B     | Mac Wilkins           | Stany Zjednoczone | 65,86 | –     | –     | 65,86 | Q     |
| 2.   | A     | Rolf Danneberg        | RFN               | 59,66 | 63,48 | –     | 63,48 | Q     |
| 3.   | B     | Luciano Zerbini       | Włochy            | 63,44 | –     | –     | 63,44 | Q     |
| 4.   | A     | John Powell           | Stany Zjednoczone | 62,92 | –     | –     | 62,92 | Q     |
| 5.   | B     | Stefan Fernholm       | Szwecja           | x     | 62,84 | –     | 62,84 | Q     |
| 6.   | A     | Art Burns             | Stany Zjednoczone | 62,60 | –     | –     | 62,60 | Q     |
| 7.   | B     | Erik de Bruin         | Holandia          | 60,76 | 61,06 | 61,56 | 61,56 | q     |
| 8.   | B     | Alwin Wagner          | RFN               | x     | 61,56 | x     | 61,56 | q     |
| 9.   | A     | Kostas Jeorjakopulos  | Grecja            | 60,74 | 60,66 | 60,94 | 60,94 | q     |
| 10.  | A     | Robert Weir           | Wielka Brytania   | x     | x     | 60,92 | 60,92 | q     |
| 11.  | A     | Knut Hjeltnes         | Norwegia          | 60,80 | 59,32 | x     | 60,80 | q     |
| 12.  | A     | Marco Martino         | Włochy            | 59,58 | 60,76 | x     | 60,76 | q     |
| 13.  | A     | Werner Hartmann       | RFN               | 57,90 | 59,88 | 59,92 | 59,92 |       |
| 14.  | B     | Robert Gray           | Kanada            | 56,38 | 56,62 | 59,34 | 59,34 |       |
| 15.  | B     | Richard Slaney        | Wielka Brytania   | 56,02 | 56,78 | 57,66 | 57,66 |       |
| 16.  | A     | Bradley Cooper        | Bahamy            | x     | 52,06 | 53,70 | 53,70 |       |
| 17.  | A     | Henry Smith           | Samoa             | 51,28 | 50,94 | 51,90 | 51,90 |       |
| 18.  | A     | Dominique Béchard     | Mauritius         | 39,84 | 41,10 | 40,24 | 41,10 |       |
| –    | B     | Mohamed Naguib Hamed  | Egipt             | x     | –     | –     | NM    |       |
| –    | B     | Vésteinn Hafsteinsson | Islandia          | 59,02 | 55,98 | 59,58 | 59,58 | DSQ   |
| –    | A     | Marco Bucci           | Włochy            |       |       |       | DNS   |       |

### Finał
| Poz. | Zawodnik             | Reprezentacja     | Próby | Próby | Próby | Próby | Próby | Próby | Wynik |
| Poz. | Zawodnik             | Reprezentacja     | 1     | 2     | 3     | 4     | 5     | 6     | Wynik |
| ---- | -------------------- | ----------------- | ----- | ----- | ----- | ----- | ----- | ----- | ----- |
| 01 ! | Rolf Danneberg       | RFN               | 64,74 | x     | 63,64 | 66,60 | x     | 66,22 | 66,60 |
| 02 ! | Mac Wilkins          | Stany Zjednoczone | 65,96 | x     | 65,20 | x     | 66,30 | x     | 66,30 |
| 03 ! | John Powell          | Stany Zjednoczone | 64,68 | 63,34 | 64,12 | 64,06 | 65,14 | 65,46 | 65,46 |
| 4.   | Knut Hjeltnes        | Norwegia          | 65,72 | 62,40 | 65,28 | 63,78 | 65,20 | 64,32 | 65,28 |
| 5.   | Art Burns            | Stany Zjednoczone | 63,72 | x     | x     | x     | 63,32 | 64,98 | 64,98 |
| 6.   | Alwin Wagner         | RFN               | 61,82 | 62,76 | 62,70 | 63,94 | 61,16 | 64,72 | 64,72 |
| 7.   | Luciano Zerbini      | Włochy            | 60,18 | 61,14 | 63,50 | x     | x     | 60,14 | 63,50 |
| 8.   | Stefan Fernholm      | Szwecja           | 63,08 | x     | 62,20 | 63,22 | 62,20 | 59,82 | 63,22 |
| 9.   | Erik de Bruin        | Holandia          | 56,88 | 62,32 | 60,10 | NQ    | NQ    | NQ    | 62,32 |
| 10.  | Robert Weir          | Wielka Brytania   | 59,86 | 61,36 | x     | NQ    | NQ    | NQ    | 61,36 |
| 11.  | Kostas Jeorjakopulos | Grecja            | x     | 59,16 | 60,30 | NQ    | NQ    | NQ    | 60,30 |
| –    | Marco Martino        | Włochy            | x     | x     | x     | NQ    | NQ    | NQ    | NM    |